# Zdeněk Roček
Zdeněk Roček (9. června 1924 – říjen 1983) byl český fotbalový brankář a trenér.

## Fotbalová kariéra
V československé lize hrál za Spartu Praha. Se Spartou získal v letech 1952 a 1954 mistrovský titul. Do Sparty přišel z Meteoru VIII.

## Ligová bilance
| Ročník                                     | Zápasy | Góly | Minuty | Nuly | Klub                   |
| ------------------------------------------ | ------ | ---- | ------ | ---- | ---------------------- |
| Státní liga 1947/48                        | –      | 0    | –      | –    | AC Sparta Praha        |
| Celostátní československé mistrovství 1949 | –      | 0    | –      | –    | Bratrství Sparta Praha |
| Celostátní československé mistrovství 1950 | –      | 0    | –      | –    | Bratrství Sparta Praha |
| Mistrovství československé republiky 1951  | –      | 0    | –      | –    | ČKD Sokolovo Praha     |
| Mistrovství československé republiky 1952  | –      | 0    | –      | –    | Spartak Praha Sokolovo |
| Přebor československé republiky 1953       | 1      | 0    | –      | 0    | Spartak Praha Sokolovo |
| Přebor československé republiky 1954       | 1      | 0    | 76     | 0    | Spartak Praha Sokolovo |
| Přebor československé republiky 1955       | 7      | 0    | 540    | 1    | Spartak Praha Sokolovo |
| 1. československá fotbalová liga 1956      | 2      | 0    | 180    | 0    | Spartak Praha Sokolovo |
| CELKEM                                     | –      | 0    | –      | –    |                        |

## Trenérská kariéra
V československé lize působil v týmu Sparty jako hlavní trenér v závěrech ročníků 1973/74 a 1974/75.